# Дълбоко обучение
Дълбокото обучение (известно още като дълбоко структурирано обучение) е част от по-широко семейство методи за машинно самообучение, основано на изкуствени невронни мрежи с учебно представяне. В превод от немски: mehrschichtiges Lernen, наричано многослойно обучение, е метод за машинно самообучение на машините, което използва изкуствени невронни мрежи с многобройни междинни слоеве между слоя за въвеждане и слоя за извеждане и с това образува широкообхватна вътрешна структура. Ученето може да бъде контролирано, полуконтролирано или неконтролирано.
Дълбоко обучаващи се архитектури като дълбоки невронни мрежи, дълбоки мрежи за сигурност, графични невронни мрежи, повтарящи се невронни мрежи и конволюционни невронни мрежи намират приложение в компютърното зрение, разпознаването на реч, обработката на естествен език, машинния превод, биоинформатиката, проектирането на лекарства, медицинския анализ на изображения и други.
Концепцията за изкуствените невронни мрежи произлиза от обработката на информация и разпределените комуникационни възли в биологичните системи. Те обаче са по-скоро статични и символични, докато биологичният мозък на повечето живи организми е динамичен (пластичен) и аналогов.

## Определение
Дълбокото обучение е клас алгоритми за машинно обучение,
който използва множество слоеве за прогресивно извличане на функции от по-високо ниво от входа. Например при обработката на изображения по-ниските слоеве могат да идентифицират ръбове, докато по-високите слоеве могат да идентифицират понятията, свързани с човека, като цифри, букви или лица.

## Общ преглед
Повечето съвременни модели на дълбоко обучение се основават на изкуствени невронни мрежи, по-специално на конволюционни невронни мрежи.
При задълбочено обучение всяко ниво се научава да трансформира своите входни данни в малко по-абстрактно и съставно представяне. В приложение за разпознаване на изображения входът може да бъде матрица от пиксели; първият представителен слой може да абстрахира пикселите и да кодира ръбове; вторият слой може да композира и кодира аранжименти на ръбове; третият слой може да кодира носа и очите; четвъртият слой може да разпознае, че изображението съдържа лице. Важното е, че при дълбокото обучение подходящите функции се разпределят автоматично между слоевете. Все пак това не премахва напълно необходимостта от ръчна настройка; например различен брой слоеве и размери на слоевете могат да осигурят различна степен на абстракция.
Думата „дълбоко“ в „дълбоко обучение“ се отнася до броя на слоевете, през които данните се трансформират.